# Гришино (28620410286)
Гришино — деревня в Калининском районе Тверской области. Входит в состав Верхневолжского сельского поселения.

## География
Деревня находится в юго-восточной части Тверской области на расстоянии приблизительно 27 км на юг-юго-запад от города Тверь.

## История
Деревня (тогда Гришкина) была отмечена на карте еще 1825 года. 

## Население
Численность населения: 6 человек (русские 83 %) 2002 году, 11 в 2010.